# Hemlock Grove
Hemlock Grove – amerykański serial telewizyjny (dramat fantasy, thriller, horror) wyprodukowany przez Gaumont International Television oraz ShineBox SMC. Serial jest adaptacją książki pod tym samym tytułem, autorstwa Briana McGreevy'ego. Producentami wykonawczymi są Brian McGreevy oraz Lee Shipman. Wszystkie 13 odcinków pierwszej serii zostało udostępnionych 19 kwietnia 2013 roku na stronie internetowej platformy Netflix.

3 września 2014 roku, platforma Netflix zamówiła 3 i zarazem ostatni sezon serialu.

## Fabuła
W starej hucie zostaje znalezione ciało brutalnie zamordowanej młodej dziewczyny. Niektórzy uważają, że została zamordowana przez uciekinierów z Białej Wieży, biotechnologicznego laboratorium należącego do właścicieli starej huty stali. Inni podejrzewają, że sprawcą jest młody Peter, uważający się za wilkołaka. Jednym z podejrzanych jest także Roman, którego siostra Shelley jest zdeformowana, a ich matka jest najbardziej wpływową osobą w mieście. Peter i Roman postanawiają wspólnie znaleźć mordercę.

## Obsada

### Główna
- Famke Janssen jako Olivia Godfrey
- Bill Skarsgård jako Roman Godfrey
- Landon Liboiron jako Peter Rumancek[3]
- Penelope Mitchell jako Letha Godfrey (sezon 1)
- Freya Tingley jako Christina Wendall  (sezon 1)
- Tiio Horn jako Destiny Rumancek  (sezon 1 – drugoplanowa, 2-)[4]
- Joel de la Fuente jako dr Johann Pryce (sezon 1 – drugoplanowa, 2-)
- Dougray Scott jako dr Norman Godfrey
- Camille de Pazzis  jako Annie (sezon 3)[5]
- Richard Gunn jako Altora Quantica (sezon 3)[6]

### Role drugoplanowe
- Lili Taylor jako Lynda Rumancek, matka Petera[7]
- Kandyse McClure jako dr Clementine Chasseur (sezon 1)[7]
- Laurie Fortier jako Marie Godfrey, żona Normana i matka Letha.
- Aaron Douglas jako Tom Sworn, szeryf Hemlock Grove (sezon 1)[8]
- Ted Dykstra jako Francis Pullman (sezon 1)
- Nicole Boivin jako Shelley Godfrey (sezon 1)
- Madeleine Martin jako Shelley Godfrey (sezon 2)
- Demore Barnes jako Michael Chasseur, brat Clementine
- Luke Camilleri jako Andreas Vasilescu (sezon 2)
- JC MacKenzie jako dr Arnold Spivak (sezon 2)
- Madeline Brewer jako Miranda Cates (sezon 2)[9]
- Shauna MacDonald jako dr Galina Zhelezhnova-Burdukovskaya (sezon 2)

### Gościnne
- Eliana Jones jako Alyssa Sworn, córka szeryfa Toma Sworn
- Emilia McCarthy jako Alexa Sworn, córka szeryfa Toma Sworn
- Holly Deveaux jako Jenny Fredericks
- Don Francks jako Nicolae Rumancek, dziadek Petera
- Philip Craig jako the Bishop
- Alanis Peart jako pan Pisarro, nauczyciel angielskiego Petera and Romana
- Emily Piggford jako Ashley Valentine
- Jacqueline Graham jako Lisa Willoughby
- Paul Popowich jako JR Godfrey
- Landon Norris jako Tyler
- Joe Bostick jako Vice Principal Spears
- Lorenza Izzo jako Brooke Bluebell

## Odcinki
| Sezon | Sezon | Odcinki | Oryginalna emisja Netflix | Oryginalna emisja Netflix | Oryginalna emisja Netflix | Oryginalna emisja Netflix | Oryginalna emisja Netflix |
| Sezon | Sezon | Odcinki | Premiera sezonu           | Finał sezonu              | Premiera sezonu           | Finał sezonu              |                           |
| ----- | ----- | ------- | ------------------------- | ------------------------- | ------------------------- | ------------------------- | ------------------------- |
|       | 1     | 13      | 19 kwietnia 2013          | 19 kwietnia 2013          | 6 stycznia 2016           | 6 stycznia 2016           |                           |
|       | 2     | 10      | 11 lipca 2014             | 11 lipca 2014             | 6 stycznia 2016           | 6 stycznia 2016           |                           |
|       | 3     | 10      | 23 kwietnia 2015          | 23 kwietnia 2015          | 6 stycznia 2016           | 6 stycznia 2016           |                           |

## Nominacje do nagrody

### Emmy
2013
- Emmy - Najlepsze efekty specjalne  - Chris Jones (XVIII), Jon Massey (III), Sean Joseph Tompkins, Sallyanne Massimini, Michael Kirylo, Jacob Long, Chris Barsamian, Colin Feist i Kyle Spiker za odcinek "Children Of The Night"
- Emmy - Najlepszy muzyczny motyw przewodni  Nathan Barr